# Крам, Джон
Джон Крам (англ. John Crum, 1842 — 27 апреля 1922, Эдинбург) — сильнейший шотландский шахматист своего времени. Первый в истории официальный чемпион Шотландии. 
В 1876 г. преподобный Т. Арчдалле организовал первый шахматный турнир по переписке. Участвовало 17 шахматистов, и победителем стал Дж. Крам. В январе 1877 г. Дж. Крам входил в редколлегию журнала "The Chess Player’s Chronicle", выпускавшегося под руководством Ч. Э. Ранкена (1828—1905).
Первый официальный чемпионат Шотландии проходил в 1884 г. в Глазго. До этого проводились только неофициальные чемпионаты, например, в 1867 г. в Данди победил Дж. К. Фрэйзер. В турнире 1884 г. участвовали 10 шахматистов. Крам набрал 7 очков в 9 партиях, одержав 6 побед, закончив вничью 2 партии и потерпев 1 поражение. По оценке EDO, рейтинг Крама в это время поднялся до 2235.